# Ol'ga Bukreeva
Ol'ga Valer'evna Bukreeva (in russo Ольга Валерьевна Букреева?; Mosca, 15 febbraio 1987) è una pallavolista russa.
Gioca nel ruolo di schiacciatrice ed opposto nel Volejbol'nyj klub Leningradka.

## Carriera
La carriera di Ol'ga Bukreeva inizia nel 2004, tra le file della Ženskij volejbol'nyj klub CSKA, a cui resta legata fino al 2008, vincendo una Coppa di Russia e disputando una finale di campionato ed una di Top Teams Cup. Nel 2006 debutta in nazionale, prendendo parte al Montreux Volley Masters.
Dopo la chiusura della CSKA Mosca, viene ingaggiata dalla Ženskij volejbol'nyj klub Dinamo-Jantar', dove gioca per due anni. Nella stagione 2010-11 va a giocare nella Ženskij volejbol'nyj klub Dinamo Krasnodar con cui disputa la finale di Coppa di Russia, la finale di Coppa CEV e si classifica al terzo posto in campionato.
Dopo una stagione di inattività, torna a giocare a pallavolo nel campionato 2013-14, ingaggiata dal Volejbol'nyj klub Zareč'e Odincovo, con cui vince la Challenge Cup; nel campionato successivo passa al Volejbol'nyj klub Leningradka.

## Palmarès

### Club
- Coppa di Russia: 1

2005
- Challenge Cup: 1

2013-14